# Xtabay
Xtabay (también llamada X'tabay, X-tabay, Ixtabay, Xtabai o Xtabal), nombre maya de una mujer mitológica. La partícula x en idioma maya, en este caso, indica género femenino pues es apócope de ix, que significa mujer. En el Códice de Dresde, aparece una mujer muerta por ahorcamiento a la que se ha llamado "Xtab", de donde algunos decían que la Xtabay era la diosa de los ahorcados, pero no se habían encontrado elementos para validarlo.

## Origen

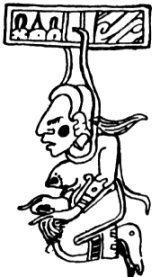
Los orígenes de la Xtabay se encuentran en la diosa Xtab, deidad del suicidio.

Originalmente, el término xtab se utilizaba para referirse a una antigua diosa maya de la muerte. Xtab, "la de la cuerda", es la diosa del suicidio y esposa del dios de la muerte, Chamer o Ah Puch, en la mitología maya. Xtab es el nombre maya de una mujer mitológica, según constata el Códice de Dresde.
También era la divinidad de la horca. Se le relacionaba con la vida futura en el paraíso y los suicidas por ahorcamiento recibían su protección. En la tradición maya, se consideraba el suicidio como una manera extremadamente honorable de morir, a un nivel similar al de las víctimas humanas de sacrificios, guerreros caídos en batalla, mujeres muertas de parto, o sacerdotes.
Xtab era comúnmente representada como un cadáver parcialmente descompuesto con los ojos cerrados, colgando de un árbol. Su papel como divinidad era el de proteger a los suicidas, acompañándolos y guiándolos a un paraíso especial. A este papel se le llama psicopompo o guía de almas. También se cuenta que era la hermana de la diosa Ixchel.
Con la llegada del cristianismo y de los conquistadores españoles a México y Belice, a la diosa Xtab se le modificó como un espíritu malo que seducía a los hombres, cuya espalda es como tronco, que después revelaba un aspecto y rostro demoníaco (o de caballo, según otras variantes); teniendo un rol importante del génesis de la vida sexual. Y así, la diosa Xtab pasó a ser desde diosa que premiaba a los suicidas, protectora de los suicidas, a una mala mujer o demonio que castigaba el suicidio en el infierno. Esto último la asimila con la leyenda de Las Lamias de la mitología grecolatina, que, según el folclore grecolatino, fueron espíritus buenos que ayudaban a los hombres y que, sin embargo, con la llegada del cristianismo a Europa, se volvieron espíritus malignos que mataban a estos (aunque esto último es, realmente, el rasgo que se le añadió a la Xtabay). Tanto las lamias como la Xtabay peinan sus cabellos, se presentan como mujeres hermosas ante los hombres para luego llevarlos a su perdición, transformándose en seres monstruosos. Igualmente, se cree también que el mito de la Xtabay está asociado con la cultura cristiana de Europa y que pudo haberse originado en la colonia.
También se le asoció con la flor del Xtabentún y con la ceiba y ahí es cuando se manifiesta constantemente ya que sabe que es el árbol que más disfrutan los mayas, además de saber el significado detrás del árbol. También sufrió variantes del origen de la leyenda, desde una mujer que muere producto de una maldición hasta una mujer infiel castigada por adulterio (o una mujer extremadamente celosa que tenía miedo de perder a su marido o novio). La leyenda también pasó a extenderse por casi toda Mesoamérica, siendo conocida por otros nombres (como Siguanaba, Cegua o Sucia), con otras ligeras variantes de la leyenda; hasta está relacionada con la leyenda de la Llorona, pues, para los mesoamericanos y/o mayas, la Xtabay era un tipo de Llorona (o la Llorona misma), aunque esto no es del todo cierto. La leyenda de la Xtab, conocida como Xtabay ('la engañadora'), se utiliza, hasta la fecha, como un método para atemorizar a los hombres y hacer que estos cambien sus malas acciones.

## Leyenda
La leyenda de la Xtabay la establece como una mujer que embruja a los hombres para perderlos o matarlos. En la ciudad de Tunkas, Yucatán, donde la leyenda tiene más vigencia, se dice que en general aparece en las cuevas y pasea por el parque cerca de dicha cueva.

### Xkeban y Utz-Colel
La historia de Xtabay comienza con dos mujeres del pueblo: Xkeban, cuyo significado en español es prostituta o mujer dada al amor ilícito; y Utz-Colel, que en español significa una dama decente y limpia.
Se cuenta que la Xkeban estaba enferma de pasión, por lo que le entregaba su cuerpo a todo hombre que se lo pidiera. En cambio, Utz-Colel era virtuosa y bondadosa; además, nunca había cometido pecado amoroso.
A pesar de los deslices de Xkeban, esta mujer era de buen corazón, ya que le gustaba de ayudar a los pobres y a los animales; incluso realizaba generosas donaciones con los regalos que le obsequiaban sus amantes. Xkeban tenía un corazón tan grande, su grandeza de alma la llevaba hasta poblados lejanos a donde llegaba para auxiliar al enfermo y se despojaba de las joyas que le daban sus enamorados y hasta de sus finas vestiduras para cubrir la desnudez de los desheredados.
Por su parte, Utz-Colel detestaba a los animales y a los pobres; además, era dura de corazón y fría.
Un día la gente del poblado no vio salir más a Xkeban, por lo que comenzaron a preguntarse qué le había pasado a la joven.
Transcurrieron días y de pronto por todo el pueblo se esparció un fino aroma de flores, un perfume delicado y exquisito que lo invadía todo. Nadie se explicaba de dónde emanaba tan precioso aroma por lo que decidieron buscar lo que los condujo a la casa de Xkeban, a la que hallaron muerta, abandonada, sola.
Pero lo que más sorprendió a los pobladores fue que junto al cuerpo de Xkeban se encontraba varios animales que lo custodiaban, mismo donde brotaba aquel perfume que envolvía al pueblo.
Utz-Colel aseguró que aquel agradable perfume no podía provenir de Xkeban, ya que ella había sido una mujer corrupta y vil, por lo que de su cuerpo solo podría salir pestilencia. Utz-Colel aseguró que aquel olor perfumado debía ser obra de los espíritus malignos, quienes intentaban engañar y provocar a los hombres.
Así mismo, Utz-Colel afirmó que, cuando ella muriese, esparciría un agradable perfume debido a sus virtudes practicadas en vida.
Después de enterrar a Xkeban, su tumba comenzó a impregnar un olor agradable; además, la tierra de la misma se llenó de hermosas flores.
Poco después murió Utz-Colel. A su entierro acudió todo el pueblo que siempre había ponderado sus virtudes, honestidad, recogimiento, cantando y gritando que había muerto virgen y pura.
Para asombro de todas las gentes que la creían buena y recta, comprobaron que a poco de enterrada comenzó a escapar de la tierra floja, todavía, un hedor insoportable, el olor nauseabundo a cadáver putrefacto. Toda la gente se retiró asombrada.
De la tumba de Xkeban nació una hermosa flor llamada xtabentún, tan humilde y bella que se da en forma silvestre en las cercas y caminos, entre las hojas buidas y tersas del agave.
En cambio, de la tumba de Utz-Colel salió una tzacam, que es el nombre del cactus erizado de espinas y de mal olor por ambas cosas, intocable, es la flor que nació sobre la tumba de la Utz-Colel; hermosa sin aroma alguno y a veces de olor desagradable, como era el carácter y la falsa virtud de la Utz-Colel.
Después de convertirse en esta flor, Utz-Colel deseaba la suerte de Xkeban, por lo que decidió entregarse al amor ilícito con los espíritus malignos. De lo que Utz-Coel no se percató es que Xkeban se entregaba a los hombres por amor natural y generoso, mientras que ella lo hacía por malicia e interés.
Con ayuda de los espíritus malignos, Utz-Colel logró regresar al mundo de los vivos cada vez que lo deseara, pero lo hacía convertida en mujer para así engañar a los hombres con amor nefasto, ya que la dureza de su corazón no le permitía otro tipo de amor.

"En un pueblo vivían dos mujeres: una se llamaba Xkeban y la otra Utz Colel. Xkeban entregaba su cuerpo a los hombres y Utz Colel lo guardaba con recato, A pesar de sus locuras Xkeban era buena como una paloma, en tanto que Utz Colel, con toda su pureza, era cruel como un lobo. Cuando Xkeban murió, su cuerpo quedó intacto y sobre su tumba nació la flor que se llama Xtabentún. Cuando murió Utz Colel, por sus malos sentimientos, se convirtió en una flor áspera y de olor desagradable que se llama Tzacam. El espíritu de Utz Colel no se apaciguó con la muerte y se convirtió en la Xtabay que en el monte espía y seduce a los hombres."

fuente

### La princesa y la hechicera
La segunda versión cuenta que, al principio de la venida de las tribus mayas a tierras de Yukalpetén, existió, en uno de los cacicazgos, una preciosa indígena de noble abolengo que lucía dos hermosos ojos negros que desprendían fulgores hechizadores; y en su diminuta boca anidaba la sonrisa más subyugadora. Era la princesa Suluay.
En las tardes luminosas, perfumadas por alas flores campestres, la joven se sentaba a la puerta de su casa, desataba la mata de sus cabellos y con verdadera fruición los alisaba para aumentar su brillo; luego los dejaba caer sobre su espalda y emprendía el paseo por las ondulantes calles de la población.
Paseaba majestuosa, llevando como manto la negra cabellera que besaba sus tobillos tiernos y tibios y en las hebras se iban prendiendo los suspiros de los mozos que, palpitantes de emoción, la seguían con la mirada; ella satisfecha sonreía y pasaba como pasan las flores dejando una estela de perfumes.
Numerosos eran los donceles que codiciaban el amor de tan delicada criatura del Mayab; más la princesa permanecía indiferente ante las solicitudes, parecía que los dioses se hubieran olvidado de ponerle corazón.
Así se pasaba los días y las lunas; la joven luciendo sus encantos, los corazones consumiéndose en las llamas del amor.
En la misma población vivía una joven X-pul-yaah (hechicera) que estaba enloquecida por la prestancia de un joven guerrero y que, por medio de arte de magia, quería rendirlo a sus pies, más el valiente soldado parecía inconmovible a las acechanzas de la joven, amiga de consultar a los luceros, al Sots (murciélago) o al Tunkuluchú (búho).
El guerrero sólo vivía pensando en la de la larga cabellera, en la de los ojos inmensos y soñadores, en la de la dulce sonrisa arrobadora; y por eso todas las tardes se le veía parado, cual estatua viviente junto al tronco del Yaax-ché (ceiba) que con sus grandes y verdes ramas extendidas parecía proteger la plaza en cuyo centro se erguía desafiador; y allí contaba los instantes antes de que apareciera la esbelta figura de la dueña de sus pensamientos y de sus amores. Y desde allí la veía pasar arrogante, envuelta en negra cabellera, desafiando a la luz, con la luz de sus morenos ojos y endulzando la brisa con las mieles de su sonrisa inigualada.
La X-pulyaah quiso saber a qué se debía la indiferencia del guerrero y por qué no respondía a las llamadas que le hacía a través de los hilos de la luz lunar; y se propuso seguirle sus pasos; y así fue como una de tantas tardes, cuando el Dios Sol se arropaba en su manto de oro y de púrpura para prepararse al descanso nocturno, descubrió al bien amado bajo el Yaax-ché. Ella, a corta distancia, se ocultaba entre los bejucos del Meex-nuxib (barbas de viejo) que a la sazón estaba cubierto de flores y semejaba una sábana blanca; y desde allí observa, observa, y descubre el paso de su rival que es envuelta en las amorosas miradas del guerrero hasta que se pierde en un recodo de la población la mujer de la larga cabellera bruna.
Ahora lo ha comprendido todo; hay otra mujer que se interpone en el camino de su dicha; y la hechicera no podía permitirlo. Pondrá, en juego todos sus conocimientos y logrará perderla.
En un pequeño homá (cajete, plato hondo de barro) la X-pul-yaah coloca agua cogida en un cenote oculto en el bosque a donde no llegan los hombres y por tanto no está manchada; después va echando diversas hierbas de propiedades milagrosas; y luego coloca el envase sobre unas ramas en llamas para que el calor se forme un filtro, que será su arma vengativa.
Con toda paciencia, durante siete días con sus siete noches consecutivas, la X-pulyaah no descansa de mover y revolver el menjurje, al mismo tiempo que invoca a los espíritus malignos que son sus aliados. Concluida la operación quita del fuego la vasija y de está descanta un líquido viscoso. Ya esta preparado el filtro vengador.
En una mañana serena, las X-hailes (campanillas) lucían la belleza de sus delicadas corolas en las ramas de los árboles y cubrían con sus guirnaldas las piedras de las “albarradas”, la X-pulyaah salió de su choza llevando en un Ch’uyub (rodaja con cuerdas para suspender objetos) la blanca luch (jícara) llena de aromático aak’sa’ (atole nuevo), que había mezclado con el filtro vengador.
Con paso resuelto llega hasta la morada de la encantadora criatura que encendía los celos de la hechicera; aquella estaba dedicada a torcer Kuch (hilo de algodón) y al ver a la desconocida visitante salió a su encuentro y le preguntó: ¿Qué quieres linda mujer?, a lo que esta respondió: vine a poner a tus pies el atole de los primeros elotes que brotaron de mi milpa. Estoy deseosa que sea endulzado con miel de tus labios.
La joven india de carne tibia y piel de color de canela, sin sospechar que aquella ofrenda encerraba algún peligro, se puso a saborear el atole nuevo.
A medida que pasaban las horas un calor desconocido fue invadiendo el cuerpo de la doncella que sintió que una pasión desconocida se apoderaba de todo su ser; visiones eróticas pasaban ante sus ojos encandilados y sintió una abrasadora sed de amor carnal.
Los nobles sentimientos de la princesa maya libraban terrible lucha contra los sacudimientos de su cuerpo virgen que se consumía como la leña en la hoguera; y se paseaba desesperada de un lado a otro de su morada. Y ya cuando iba a morir el día salió de esta para dar su paseo acostumbrado, mas al pasar junto al yaaxché, al encontrarse al joven guerrero que la envolvía en el fuego de sus miradas, olvidando todo miramiento a su nombre y a su casta, se acercó a él, le tomó la cabeza con las manos calenturientas, se irguió sobre sus diminutos pies, y antes de juntar sus húmedos labios, con los del guerrero exclama: “Aquí estoy; recíbeme entre tus brazos; es para ti mi corazón, es para ti la dulzura de mi cuerpo para siempre…
Cogidos de las manos salieron de la población protegidos por las sombras de la noche que caía sobre el Mayab y se perdieron en el boscaje lleno de misterios. En las ramas del yaax-ché, la X-t’oka-xnuk (búho pequeño) se puso a avisar la partida de la muchacha que durante los atardeceres luciera su abundante cabellera, cual un manto negro que llegaba hasta los morenos, tiernos y tibios tobillos; y en el pueblo todos escucharon el canto de mal augurio: t’o. t’o, t’o, t’o, t’o, t’o… sintiendo que se les erizaba el espinazo, y los kokayes (luciérnagas) salieron de sus linternas de luz intermitentes para buscar a la joven que se había marchado en pos del amor.
La noticia de la fuga de la linda muchacha se difundió rápidamente por todo el cacicazgo y el Halach-Winik (gobernador) se llenó de cólera por la indigna conducta de su hija que mancilló su nombre y su casta, y la maldijo con estas palabras: Que la cargue el demonio, que acabe en el infierno.
Con la partida de Suluay el palacio y sus derredores quedaron sumidos en el silencio; y en penacho de los guanos ya no cantaba el Hom-Xámil (oropéndula); y sólo durante las calurosas horas de la siesta se escuchaba el melancólico arrullo de la Mukuy (tórtola) con su: Tikin-mu, Tikin-mu, Tikin-mu… llenado de tristeza a quienes la escuchaban, pensando en la suerte que los dioses del Mayab deparaban a la hechizada princesa.
La joven pecadora, insaciable en su pasión carnal, paso de brazo en brazo, de lecho en lecho, entregando su cuerpo moreno y tibio, ya en la sombra de las cavernas o sobre el césped de los prados en las noches lunares, cuando las sombras se posan en las ramas de los árboles.
Después de algún tiempo, el velo del olvido envolvió a la desdichada joven, quien prematuramente agotada falleció abandonada en el monte sin más compañía que el tétrico Ch’om (zopilote) que vigilaba a su próxima presa. La pecadora murió…
Y dice la leyenda, que poco después, durante las noches en que la luna invade los campos del Mayab, se ve a una bella mujer vestida de blanco, de larga cabellera y cubierto el cuerpo de largos velos que se posa entre las ramas del Yaax-ché para esperar el paso de algún hombre, principalmente si es joven, a quien seduce con sus promesas amorosas; y si este, por su inexperiencia, se deja engañar, no regresa más a su morada y si regresa se siente poseído de una gran tristeza que poco a poco va agotándolo, poniéndolo amarillento como esas plantas faltas de sol, hasta que enloquece y en medio de amoroso delirio muere.
A esta aparición en las tierras del Mayab se le ha dado el nombre de X-tabay; no poco de sus habitantes aún creen en su existencia; y muchos de los que en ella nacemos y desde niños conocemos esta leyenda, sentimos cierto temor cuando de mocosos pasamos junto a un Yaax-ché, cuando todo es luz al encenderse el fanal de la luna en la comba del firmamento.

### La traición y el castigo
Según la narrativa de las leyendas mayas, la Xtabay surge en la antigua ciudad maya de Zací, donde un brujo se enamoró de una sacerdotisa virgen destinada al cuidado y alimentación del fuego sagrado de los templos mayas de la ciudad santa de Zayil. Un amor prohibido los hacía que representaba castigo y muerte si les llegaban a descubrir.
Decidieron escapar de Zayil hacía lo más inaccesible de las impenetrables selvas de la península yucateca donde vivieron durante años, pero Ixchel, la diosa de la fertilidad, no les mandó hijo alguno. Una noche la mujer fue poseída de un deseo carnal insaciable que obligó a su hombre a realizar verdaderos esfuerzos para contener a esa mujer que deseaba hacer el amor una y otra vez.
Aquellos seres habían sido poseídos por algún ente diabólico o algún hechizo, rescataron a un náufrago que dijo ser de la isla de Cuzamil (ahora Cozumel), quien solo les trajo desgracias. El esposo fue mordido por una serpiente venenosa y mientras se recuperaba su esposa comenzó a acostarse con el otro.
Al descubrir la traición el marido se fue por meses, pero retornó con sus ídolos de barro en la mano y sahumándolos con copal, realizando rezos y cánticos, sometiendo a los amantes con una fuerza extraña y misteriosa, dictando una cruel sentencia.
Le dijo a la mujer que había concebido el fruto de un maleficio, que nacería una bella hembra que no era de él ni de su amante. El castigo impuesto por los dioses sería el nacimiento de una hija proveniente del pecado que caminaría sola entre las selvas, montes, mares, ríos y montañas para dejar su espectro en toda la faz del Mayab.
Ella estará viva, pero será aire, será amada, pero jamás sentirá el calor del amor, porque será viento. Buscará el amor y la pasión de los hombres, pero nunca podrá lograrlo en plenitud y gozo porque cada uno que intente seducir la belleza de su cara y pasión morbosa de su cuerpo morirá, enloquecerá cuando lo toquen sus velludas manos o los bese sus labios malditos. 
Fue así que de ese castigo surgió la Xtabay, heredera de la lujuria y el deseo que despertará en cada mancebo que la vea. Ellos, si pueden, tendrán que huir de ella cuando sientan que al acariciarla tocan el viento helado con la figura de mujer y patas de ave.
Ella quedó condenada a quedar convertida en una gran ceiba, misma que será la morada eterna de ese nuevo ser, que será mala, engañosa en el arte y sortilegio de ese amor prohibido, al nacer bajo los signos de las malas artes.

### Ah tabai
Los Ah tabai son, de acuerdo a la leyenda, espíritus malignos que habitan en las ceibas, árbol sagrado de la región maya, y son considerados la contraparte masculina de la Xtabay.

## Simbolismo

### Muerte
El tema de la muerte es continuo con todas las diferentes versiones del mito de Xtabay. El miedo a la muerte en el mito se basa en la capacidad de los muertos para causar daño a los vivos y la creencia de que los muertos tienen intenciones hostiles.

### El corazón
En la leyenda de la Xtabay, el simbolismo del corazón humano a menudo se repite a lo largo del mito. La personalidad de ambos personajes se describió en función del tipo de corazón que poseían. Xkeban tenía un corazón amable y cálido y Utz-colel tenía un corazón frío. La razón por la cual Xkeban se convirtió en Xtabentún cuando murió fue por su corazón virtuoso y Utz-colel se convirtió en un cactus espinoso porque su corazón no era puro. Después de que Utz-colel se convirtió en una flor de tzacam, en un cactus, intentó pedirle a los espíritus malignos que dejaran su amor porque pensó que si podía amar sería capaz de convertirse en una hermosa flor blanca de la planta Xtabentún. Le concedieron su deseo, pero como solo podía amar con un corazón podrido, su amor era malvado.

### El árbol de ceiba
El árbol de ceiba es un árbol sagrado del pueblo maya, y se creía que si el corazón de una persona era virtuoso, entonces podría convertirse en un árbol de ceiba después de la muerte. En la leyenda, Xtabay usa el árbol de ceiba para esconderse detrás para sorprender a sus víctimas porque sabe el significado detrás del árbol. El árbol de ceiba es amado y se considera que conecta los cielos y el inframundo. Decía en la leyenda que las raíces de ceiba son donde van todos los hombres que el Xtabay ha tomado de la tierra y que nadie ha regresado de allí.

### Cabello negro largo
La Xtabay es conocida por su largo cabello negro que cae sobre sus hombros. En la leyenda, la Xtabay se peina el pelo largo con las espinas del cactus tzacam. La cultura maya le da importancia a mantener el cabello largo y saludable, pero el clima húmedo y el largo día de trabajo dificultan esta tarea, por lo que el cabello de la mujer trabajadora se levanta de la cara. El cabello de Xtabay contrasta con el peinado típico de las mujeres mayas, pero representa el ideal de belleza de la cultura.

### Sexualidad
Utz-colel era conocida por su pureza porque se abstuvo de las relaciones sexuales. En la cultura maya, se alienta a las mujeres a ser modestas y abstenerse de tener relaciones sexuales hasta el matrimonio. Las mujeres simbolizan la pureza y se les enseña a no hablar con los hombres solas. Si una mujer maya no sigue estas expectativas culturales, es condenada por sus acciones. Xkeban fue avergonzada y humillada por su gente del pueblo porque no seguía las formas tradicionales de cómo las mujeres deberían comportarse con los hombres. La Xtabay atrae a los hombres con seducción y esto va en contra de la cultura tradicional maya.